# 布雷達M35機炮

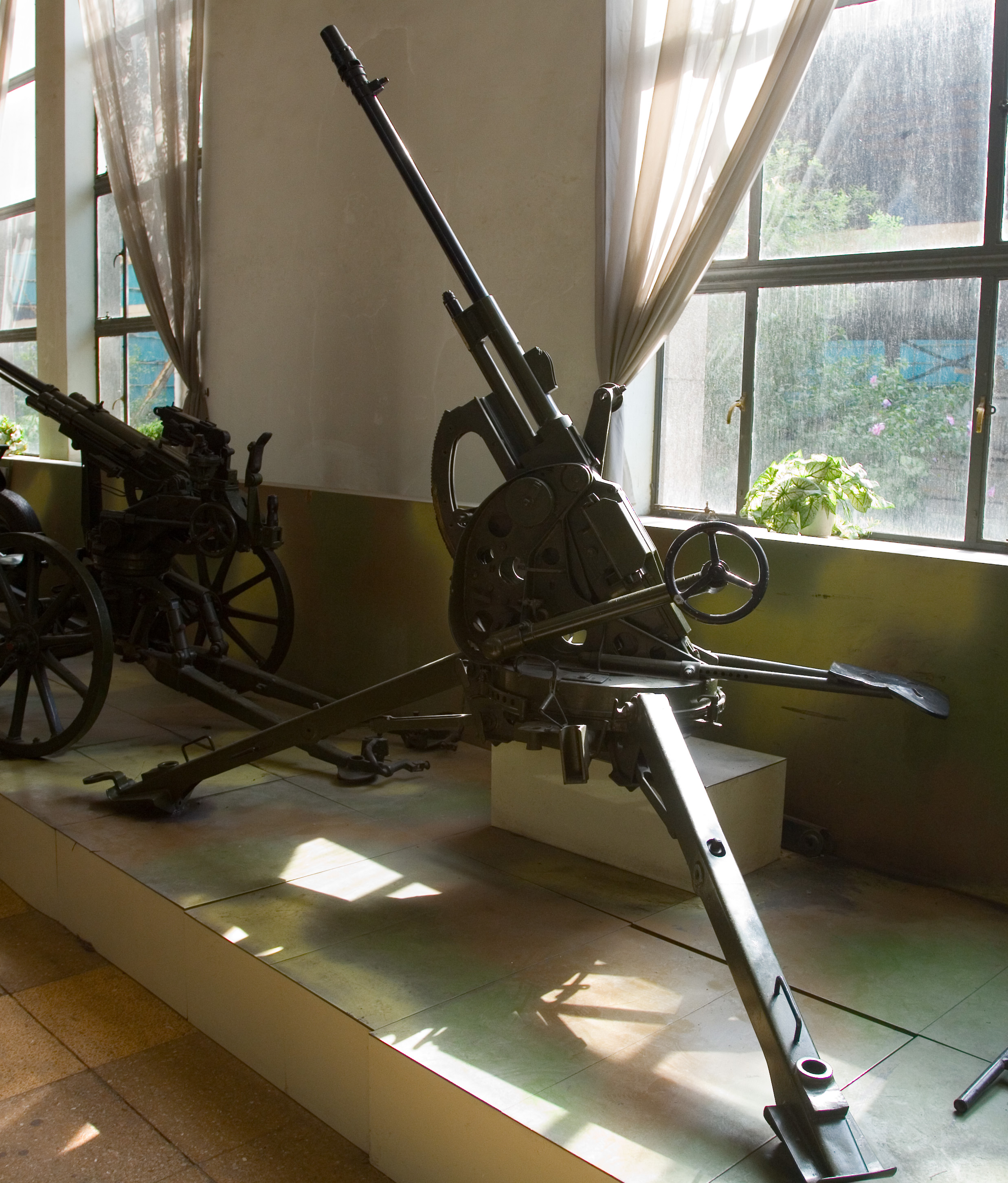
在北京中國人民革命軍事博物館的布雷達M35機炮

布雷達M35機炮(口徑:20毫米)是1935年由布雷達廠推出的防空高射機炮。隨即裝備於意大利陸軍，在第二次世界大戰期間一直是意大利軍隊主力防空機炮。除意大利外，抗戰時期此炮亦配備於中國國軍。1935年(民國24年)此炮推出後不久，國民政府即行購買，用以裝備國軍第87師、第88師和第36師。

## 基本資料
- 口徑:20毫米
- 炮全長:3.34米
- 炮管長:1.87米
- 炮身重:330公斤
- 方向射界:360度
- 高低射界:-10度至+80度
- 炮彈初速:840米/秒
- 最大射高:1,500米
- 最遠射程:5.5公里
- 射速:240發/分鐘
- 供彈:12發裝彈夾
- 操作方式:氣動式
- 操作人數:3至6人

## 實戰

### 中國戰場
抗戰爆發後，國軍第36師將布雷達M35作為防空力量部署於河北石家莊。該師216團更趕往山西參加忻口會戰。該團在忻縣城牆、城東南門及火車站等要地配置該機炮，並達成火力支援以消除射擊死角。布雷達M35機炮於是在此役擊落3架日機。由於該炮能發射曳光彈、曳光高爆彈及穿甲彈，故在戰場上除防空外亦用於射擊日軍裝甲車及重機槍火力點，藉此支援步兵作戰。

## 使用國家
- 意大利(生產國)
- 中華民國
- 芬兰
- 納粹德國
- 斯洛伐克
- 英国